# Вилистон (Северна Дакота)
Вилистон (енгл. Williston) град је у америчкој савезној држави Северна Дакота.

## Демографија
По попису из 2010. године број становника је 14.716, што је 2.204 (17,6%) становника више него 2000. године.
| Група             | 2000.          | 2010.          |
| Белци             | 11.622 (92,9%) | 13.428 (91,2%) |
| Афроамериканци    | 21 (0,2%)      | 51 (0,3%)      |
| Азијати           | 30 (0,2%)      | 48 (0,3%)      |
| Хиспаноамериканци | 154 (1,2%)     | 328 (2,2%)     |
| Укупно            | 12.512         | 14.716         |